# Deporte en Arabia Saudita
En Arabia Saudita hay varios deportes famosos. El más popular de todos ellos es el fútbol, pero aparte de este, el baloncesto, el tenis de mesa y el voleibol son populares. En el año 1992, se creó en el país la Copa Rey Fahd, actualmente, Copa Confederaciones. En ella, los campeones de los torneos de fútbol de cada federación, los anfitriones (Arabia Saudita) y el campeón del mundo se enfrentaban en dos grupos de cuatro equipos cada uno, más dos semifinales y una final. Esta copa, se celebró en dos ocasiones (1992 y 1995), como Copa Rey Fahd, y luego, ya como Copa Confederaciones, en 1997, también en Arabia Saudí. 
El fútbol es sin duda, el deporte que más premios ha dado al país, con tres Copa de Naciones del Golfo y tres Copa Asiáticas.

## Juegos Olímpicos
Arabia Saudí ha participado en los Juegos Olímpicos desde Múnich 1972. El país ha conseguido tres medallas, una de plata y dos de bronce. En Sídney 2000, Hadi Al-Somaily fue plata en los 400 metros vallas en Sídney 2000, y Khaled Al-Eid fue bronce en saltos ecuestres. En Londres 2012, el equipo de Arabia Saudita consiguió la medalla de bronce en saltos ecuestres. Las mujeres saudíes compitieron por primera vez en Londres 2012.